# 石田晃章
石田 晃章（いしだ てるあき、1983年4月28日 - ）は、東京都出身のプロバスケットボール選手。ポジションはパワーフォワード。196cm、94kg。

## 来歴
世田谷学園1年次にウィンターカップ3位となる。
中央大学では、関東大学リーグ5位、インカレ5位の成績を残す。
卒業後の2006年、bjリーグに新規参入となった高松ファイブアローズよりドラフト1巡目指名を受け入団。
2008年6月に高松を退団する。2012年、東京海上日動ビッグブルーに加入。
2014年、横浜エクセレンスに入団

## 豆知識
- JAY（ジャイ）の愛称で呼ばれている。その由来は、大学時代の先輩が風貌を見て、マンガキャラクターのジャイアンから名付けられた。
- 背番号の7は、好きなサッカー選手が付けていた背番号。
- 得意なプレーは、ミドルシュート。
- 好きな食べ物は、パスタ、ラーメン、うどん。
- 嫌いな食べ物は、トマト。
- 最近のマイブームは、愛犬との散歩。